# Ofenbach (Crailsheim)
Ofenbach ist ein Wohnplatz auf der Gemarkung des Crailsheimer Stadtteils Westgartshausen im Landkreis Schwäbisch Hall in Baden-Württemberg.

## Geographie
Ofenbach liegt knapp 5 km südöstlich von Crailsheim an einer Sackgasse. Unweit nördlich verläuft die Landesstraße L 2218, nördlich erstreckt sich das 15,4 ha große Naturschutzgebiet Hammersbachtal nordöstlich von Westgartshausen. Der Teilort hat acht Häuser und 28 Einwohner.

## Geschichte
Ofenbach wurde 1357 erstmals im hohenlohischen Güterverzeichnis erwähnt. Der Name leitet sich entweder von einem Köhler-/Pechofen, von einem Personennamen, oder von Ob dem Bah verschliffen ab, weil der Ort als typische Rodungsanlage oberhalb des Degenbaches liegt. Im Jahre 1357 gehörte der Ort zum hohenlohischen Amt Crailsheim, das im Jahre 1399 an die Burggrafen von Nürnberg beziehungsweise an Ansbach gelangte. Im Jahre 1500 gab es verschiedene Dorfherren: Neben Ansbach das Kloster Anhausen, die Geyer von Goldbach als helfensteinsche Lehensleute, die Kapelle zu Unserer Lieben Frau in Crailsheim und die Lienhardspfründe in Dinkelsbühl. Jeder dieser verschiedenen Herren übte die Vogtei über seine eigenen Güter aus. Die Gemeindeherrschaft und hohe Gerichtsbarkeit lag bei Ansbach.